# (12895) Balbastre
Pour les articles homonymes, voir Balbastre.
(12895) Balbastre est un astéroïde de la ceinture principale.

## Description
(12895) Balbastre est un astéroïde de la ceinture principale. Il fut découvert le 26 août 1998 à La Silla par Eric Walter Elst. Il présente une orbite caractérisée par un demi-grand axe de 2,24 UA, une excentricité de 0,10 et une inclinaison de 6,1° par rapport à l'écliptique.
L'astéroïde est nommé en l'honneur du compositeur français Claude Balbastre (1729–1799).

## Compléments